# Клементс, Джон
Джон Э́рнест Кле́ментс (англ. John Ernest Clements; 3 ноября 1867 — 1945) — английский футболист, защитник.

## Футбольная карьера
Начал играть в футбол в команде «Сент-Сейвиорс» из Ноттингема. В октябре 1889 года стал игроком «Ноттс Каунти». Провёл за клуб 14 матчей в лиге. В 1890 году перешёл в «Ньютон Хит». Его дебют в основном составе «язычников» состоялся 3 октября 1891 года в матче Кубка Англии против «Ардуика» (будущий «Манчестер Сити») на «Норт Роуд». Эта игра, которая была первым в истории манчестерским дерби, завершилась победой «Ньютон Хит» со счётом 5:1. Выступал за клуб на протяжении трёх сезонов, сыграв в общей сложности 42 матча. В августе 1894 года перешёл в «Ротерем Таун».
Сыграв 27 матчей и забив 2 гола в составе «Ротерем Таун», перешёл в «Ньюкасл Юнайтед», но официальных игр за команду не провёл. В книге The Definitive Newton Heath F.C. отмечается, что Джон Клементс часто «выделялся жёсткой игрой».